# Limite entre l'Afrique et l'Asie
La limite entre l'Afrique et l'Asie est l'ensemble des frontières terrestres et maritimes qui séparent les deux continents. Depuis Pline l'Ancien au Ier siècle, l'Égypte constitue la limite terrestre avec l'Asie ; la convention moderne fait passer plus précisément la délimitation le long du canal de Suez. Au niveau maritime, elle se poursuit le long du golfe de Suez, de la mer Rouge et du golfe d'Aden.

## Limites

### Délimitation terrestre

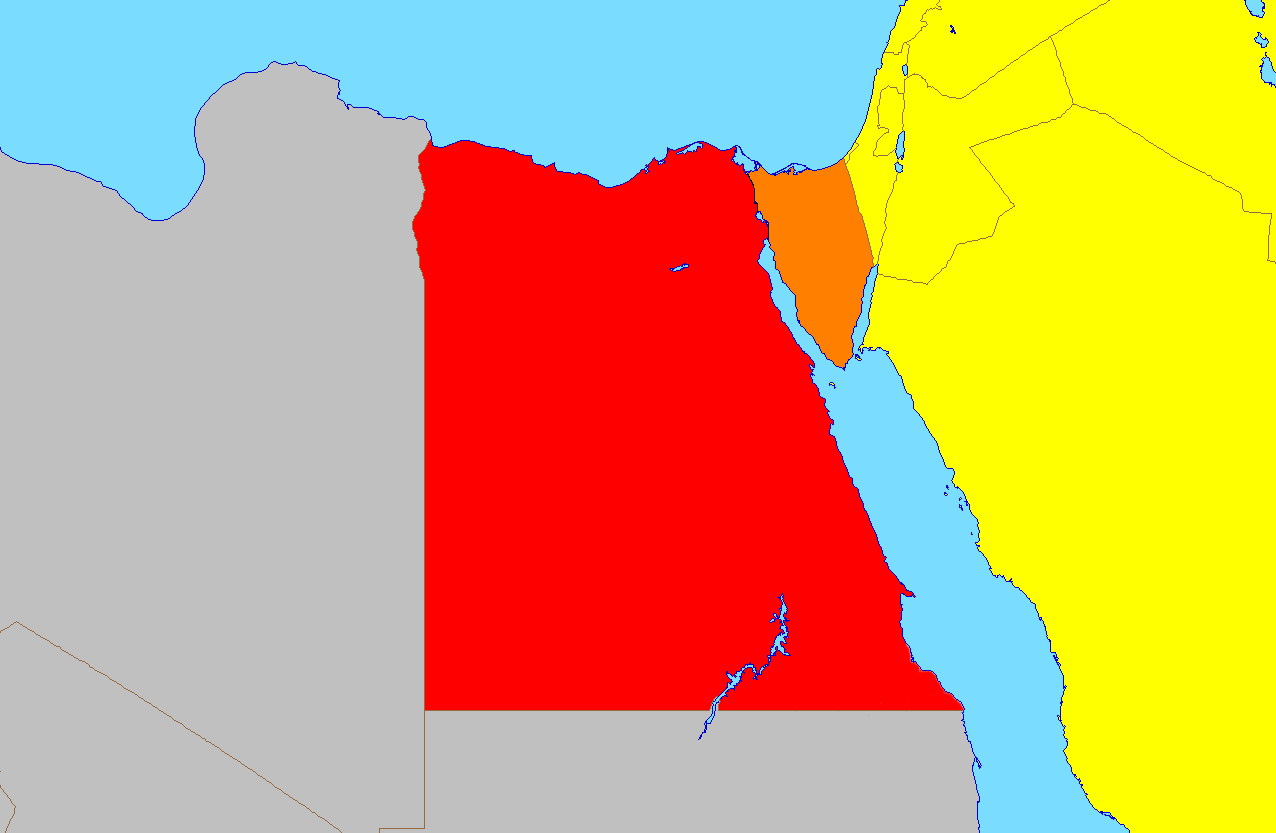
Partie africaine de l'Égypte
Partie asiatique de l'Égypte
Reste de l'Afrique
Reste de l'Asie

La convention moderne fait passer la limite terrestre entre Afrique et Asie le long de l'isthme de Suez, une étroite bande de terre de 125 km de long séparant la mer Méditerranée du golfe de Suez, route suivie par le canal de Suez depuis 1869. Dans cette approche, le Sinaï est géographiquement en Asie et l'Égypte est un pays transcontinental.
Deux des 27 gouvernorats de l'Égypte sont situés entièrement dans le Sinaï et deux sont transcontinentaux : le gouvernorat d'Ismaïlia est à peu près également divisé par le canal de Suez, tandis que le gouvernorat de Suez n'a qu'une petite partie à l'est du canal.
Moins de 2% de la population égyptienne vit sur le Sinaï ; l'Égypte, bien que techniquement située sur deux continents, est souvent considérée comme un pays africain. Géopolitiquement, dans le contexte Moyen-Orient et Afrique du Nord, l'Égypte est généralement groupée avec les pays d'Asie occidentale comme faisant partie du Moyen-Orient, tandis que la Libye voisine est groupée avec les pays d'Afrique du Nord. Les deux pays sont membres à la fois de la Ligue arabe et de l'Union africaine.

### Délimitation maritime
La limite entre les deux continents se poursuit le long du golfe de Suez, de la mer Rouge et du golfe d'Aden.
L'île de Socotra peut être considérée comme africaine car elle repose sur le plateau continental africain, mais elle est sous souveraineté du Yémen, un pays asiatique.
Les Comores, les Seychelles et Maurice sont des États insulaires de l'océan Indien principalement associés à l'Afrique.

## Histoire
Les Romains désignent à l'origine par Africa une région centrée sur l'actuelle Tunisie. À la fin du IIIe siècle, Dioclétien regroupe les provinces d'Afrique, Maurétanie sétifienne, Maurétanie césarienne, Numidie et Tripolitaine au sein du diocèse d'Afrique. Au Moyen Âge, alors que les Européens accroissent leurs connaissances géographiques, l'intégralité du continent en vient à être désigné sous le nom d'Afrique.
La plus ancienne mention connue de l'Asie comme continent est attribuée à Hérodote dans ses Histoires (vers 440 av. J.-C.) ; il en décrit les pays et indique que l'Égypte en forme le dernier pays à l'ouest de la Perse, à la suite de quoi l'Asie débouche sur la Libye. Au Ier siècle, Pline l'Ancien écrit dans son Histoire naturelle que l'Afrique est limitée par l'Égypte, et plus précisément par la branche canopique du delta du Nil, la branche la plus occidentale. Les géographes gréco-romains de l'Antiquité mentionnent également parfois le Grand Catabathme (escarpement menant au col d'Halfaya, près de l'actuelle frontière entre Égypte et Libye) comme limite entre Afrique et Asie.
Au VIIe siècle, Isidore de Séville décrit le monde comme divisé en trois parties : Asie, Europe et Afrique. Cette représentation du monde se retrouve au Moyen Âge dans les cartes en T, une représentation conceptuelle où le monde connu, circulaire et centré sur Jérusalem, est subdivisé en trois : Asie dans la moitié supérieure, Europe dans le quart inférieur gauche, Afrique dans le quart inférieur droit. Dans cette approche, l'Asie est séparée de l'Afrique par le Nil, schématisé par un barre horizontale.
L'idée d'une Égypte comme pays « africain » se développe peu à peu en Europe, tout particulièrement à la suite de l'exploration du continent et à la découverte de sa forme. Dès 1670, John Ogilby publie sous le titre Africa « an accurate Description of the Regions of Egypt, Barbary, Libya, and Billedulgerid, the Land of Negroes, Guinea, Æthiopia, and the Abyssines, with all the adjacent Islands, either in the Mediterranean, Atlantic, Southern, or Oriental Seas, belonging thereunto ». En 1751, L'Encyclopédie mentionne que l'Asie est séparée « « de l'Afrique par la mer Rouge & l'isthme de Suez. ». À la même époque, le Dictionnaire de Trévoux fait débuter l'Asie au même endroit, mais mentionne que « les Anciens l'étendoient jusqu'au Nil, & y renfermoient l'Égypte. Dans des siècles postérieurs on en a retranché l'Égypte. » Toutefois, aussi tard que 1806, William George Browne intitule encore son récit d'exploration « Voyages en Afrique, Égypte et Syrie ».

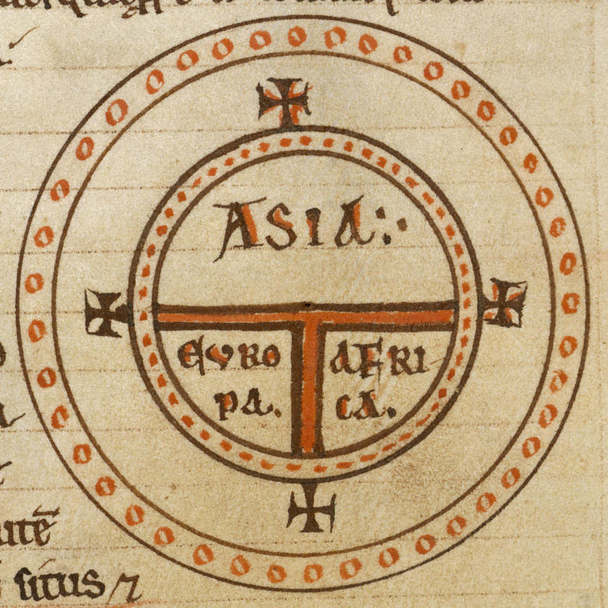
Carte en T, XIIe siècle : l'Asie (moitié supérieure de la carte) est séparée de l'Afrique (quart inférieur droit) par le Nil.